# Jens Krag
 Ikke at forveksle med Jens Otto Krag.
Jens Krag (død 7. marts 1842) var en dansk klarinettist og kgl. kapelmusikus.
Krag havde sæde i Det Kongelige Kapel fra 1802 til 1830. Han havde et godt ry som instrumentalist og var desuden en meget søgt lærer. Blandt hans elever var Mozart Petersen.
Hans hustru hed Cæcilie.